# HD 131496
HD 131496は、うしかい座の方角におよそ430光年の距離にある8等星。周囲には、1つの太陽系外惑星が発見されている。

## 特徴
HD 131496は橙色に輝くK型の準巨星または巨星で、質量は太陽より少し大きい程度だが、半径は太陽の4倍以上、光度は太陽の10倍程度になる。ハーシェル宇宙天文台が観測した、波長100μmの遠赤外線では、赤外超過が検出された。しかし、同じハーシェルの160μmでは、赤外超過は検出されず、どのような星周構造により赤外線が卓越しているのかはよくわかっていない。

## 惑星系
2011年、ケック天文台における高精度の視線速度法による観測で、下限質量が木星の倍程度の木星型惑星HD 131496 bが、HD 1131496の周りを公転していることが発見された。HD 131496 bは、中心星から2au程離れた位置を、およそ896日周期で公転しているとみられる。
| 名称 （恒星に近い順） | 質量       | 軌道長半径 （天文単位） | 公転周期 (日)    | 軌道離心率    | 軌道傾斜角 | 半径     |
| --------------------- | ---------- | ----------------------- | ---------------- | ------------- | ---------- | -------- |
| b (Madriu)            | > 1.795 MJ | 2.01                    | 896.470 ± 15.564 | 0.181 ± 0.060 | —          | 1.217 RJ |

## 名称
2019年、世界中の全ての国または地域に1つの系外惑星系を命名する機会を提供する「IAU100 Name ExoWorldsプロジェクト」において、HD 131496とHD 131496 bはアンドラ公国に割り当てられる系外惑星系となった。このプロジェクトは、「国際天文学連合100周年事業」の一環として計画されたイベントの1つで、アンドラ公国国内での選考、国際天文学連合 (IAU) への提案を経て太陽系外惑星とその主星に固有名が承認されるものであった。2019年12月17日、IAUから最終結果が公表され、HD 131496はArcalís、HD 131496 bはMadriuと命名された。Arcalísは、アンドラ北部にある名峰で、山腹にある穴を通して年に2回決まった日に太陽が射すため、羊飼いや住民に暦や目印として使われていた。Madriuは、ユネスコ世界遺産のマドリウ＝ペラフィタ＝クラロ渓谷の一部となっているアンドラ南東部を流れる川と氷河谷の呼び名にちなんだ名前で、元々はカタルーニャ語で「川の母」を意味する Mare del riu が転訛したものである。